# Katolická církev na Ukrajině
Katolická církev na Ukrajině, tedy církev v jednotě s Apoštolským stolcem, má čtyři různé hierarchické struktury (součásti církví sui iuris):
- hierarchie ukrajinské řeckokatolické církve
- hierarchie římského ritu (římskokatolická církev)
- hierarchie rusínské (rutenské) řeckokatolické církve
- hierarchie arménské katolické církve

## HierarchieUkrajinské řeckokatolické církve
Ukrajinská řeckokatolická církev má vyššího arcibiskupa, který je zároveň primasem. Od roku 2005 bylo jeho sídlo přeneseno ze Lvova do Kyjeva. 29. listopadu 2011 byla revidována hierarchická struktura ukrajinské církve, která má na Ukrajině od té doby čtyři církevní provincie:
- Církevní provincie kyjevská
  - Vyšší archieparchie Kyjev–Halyč – vlastní archieparchie většího arcibiskupa, pod niž spadá pět arcibiskupských exarchátů:
    - Arcibiskupský exarchát Doněck
    - Arcibiskupský exarchát Charkov
    - Arcibiskupský exarchát Luck
    - Arcibiskupský exarchát Oděsa
    - Arcibiskupský exarchát Krym

- Církevní provincie Ivano-Frankivsk
  - Archieparchie Ivano-Frankivsk
    - Eparchie Kolomyja
    - Eparchie Černovice
- Církevní provincie lvovská
  - Archieparchie lvovská
    - Eparchie Sambir-Drohobyč
    - Eparchie Sokal-Žovkva
    - Eparchie stryjská
- Církevní provincie Ternopil-Zborov
  - Archieparchie Ternopil-Zborov
    - Eparchie Bučač
    - Eparchie Kamenec Podolský

## Římskokatolická hierarchie na Ukrajině

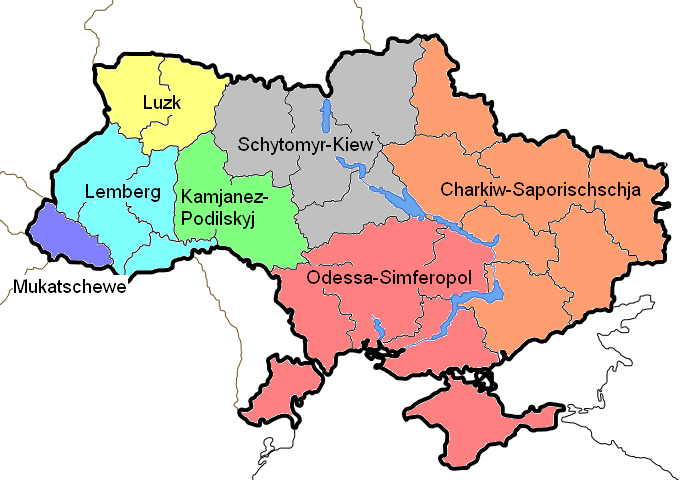
Mapa římskokatolických diecézí na Ukrajině

Římskokatolická církev má na Ukrajině církevní provincii, která je tvořena metropolictní arcidiecézí lvovskou a šesti sufragánními diecézemi:
- Arcidiecéze lvovská:
  - Diecéze podolskokamenecká
  - Diecéze charkovsko-záporožská
  - Diecéze kyjevsko-žytomyrská
  - Diecéze lucká
  - Diecéze mukačevská
  - Diecéze oděsko-simferopolská

## Hierarchierusínské (rutenské) řeckokatolické církve
Rusínská řeckokatolická církev má na Ukrajině eparchii mukačevskou bezprostředně podřízenou Svatému stolci, která se stará asi o 320 000 pokřtěných.

## Hierarchiearménské katolické církve
Arménská katolická církev má na Ukrajině arménskou lvovskou archieparchii, která není od roku 1938 obsazena.

## Patroni, svatí a blahoslavení
Ukrajinská katolická církev uctívá jako své tradiční patrony sv. Ondřeje, sv. Mikuláše divotvůrce, sv. Cyrila a Metoděje, sv. Vladimíra a sv. Olgu, sv. Borise a Gleba, sv. Antonína Pečerského, sv. Teodosia Pečerského a sv. Josafata.
Z prostředí ukrajinských katolíků pocházejí nebo jsou s nimi spojeni následující blahoslavení:
- bl. Omeljan Kovč
- bl. mučedníci z Pratulinu (13)
- bl. novomučedníci ukrajinští (27)
- bl. Marta Wiecka
- bl. Jozafata Hordaszevska

Kandidáty na beatifikační proces jsou:
- Andrej Šeptyckyj.